# Kelsey Mitchell (cestista)
Kelsey Mitchell (Cincinnati, 12 novembre 1995) è una cestista statunitense, professionista nella WNBA.

## Carriera
È stata selezionata dalle Indiana Fever al primo giro del Draft WNBA 2018 (2ª scelta assoluta).

## Palmarès
- WNBA All-Rookie First Team (2018)